# Коллекция опутывающих лоз Врат Истинного источника
«Коллекция опутывающих лоз Врат Истинного источника» (Сюмон Каттосю, яп. 宗門葛藤集) — сборник дзэнских коанов (гун-аней), которые используются в традиции японской школы Риндзай. Данный сборник составлен наставником Яматоя Юзамоном в 1689 году. Первоначально в сборнике было 254 коана, в дальнейшем сборник переиздавался дважды, и в 1859 году Танбай Эйсуке добавил восемнадцать случаев, и сборник принял текущий вид с 272 коанами.

## Этимология
Название сборника обыгрывает слово «катто», которое является синонимом слова «коан» в лексиконе дзэн. Кандзи «кудзу» 葛 и «фудзи» 藤 могут читаться раздельно как «опутывающие лозы» (где «фудзи» 藤 означает Глициния, а «кудзу» 葛 означает Пуэрария дольчатая), так и совместно как конфликт и проблемы («катто» 葛藤). Таким образом, возможно как дословное прочтение названия сборника: «Коллекция (集) коанов (葛藤) врат религиозной школы (宗門)» («сюмон» 宗門, «катто» 葛藤, «сю» 集), так и поэтичное: «Коллекция (集) опутывающих лоз (葛藤) Врат Истинного источника (宗門)».

## История
Сборник состоит из 272 историй из жизни монахов традиции чань (дзэн) и цитат из сутр, собранных за период с XIV по XIX века. Первые случаи собраны монахом Сюхо Миотё (Дайто Кокуси), настоятелем монастыря Дайтоку. В дальнейшем эти 153 истории передавались по линиям Кандзана Эгэна (Мусо Дайси) и Тэтто и составили основу сборников «Хэкидзэн» и «Хэкиго». Оставшиеся из оригинальных 254 историй были добавлены наставниками линии передачи Токай из различных сборников, циркулировавших в программе обучения их школы. Истории 254—272 добавлены в издании 1859 года под редакцией Танбая Эйсукэ.